# Phyllachora panici-proliferi
Phyllachora panici-proliferi är en svampart som beskrevs av Sawada 1944. Phyllachora panici-proliferi ingår i släktet Phyllachora och familjen Phyllachoraceae.   Inga underarter finns listade i Catalogue of Life.